# Faisan de Swinhoe
Lophura swinhoii
Espèce
Statut de conservation UICN

 NT  : Quasi menacé
Statut CITES

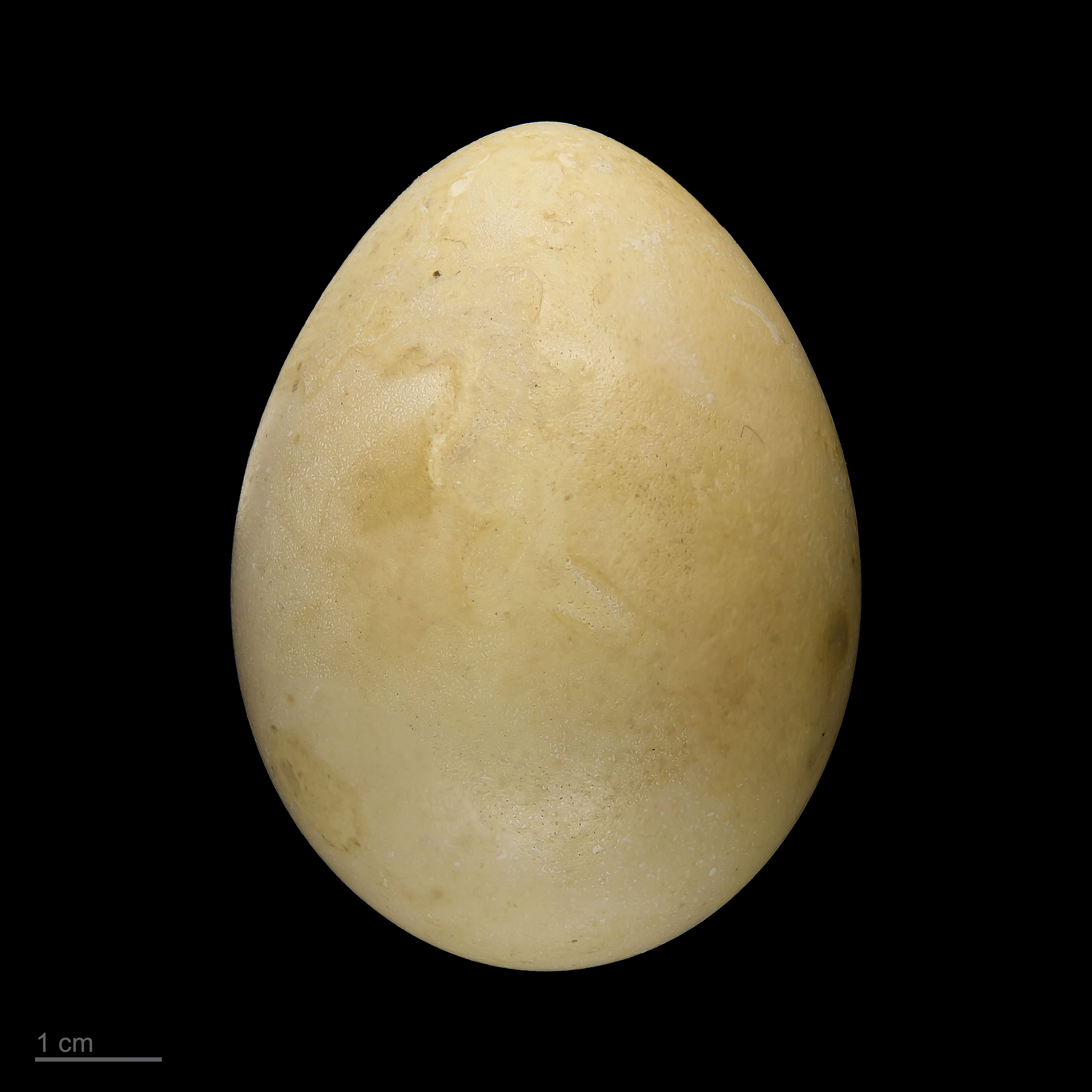
Lophura swinhoii - MHNT

Le Faisan de Swinhoe (Lophura swinhoii), appartenant au genre  Lophura, est une espèce de faisan originaire de l'île de Taïwan.

## Habitat
Le faisan de Swinhoe habite les forêts primaires et secondaires pourvues d’un sous-bois dense entre 300 et 2300 m d’altitude mais rarement en dessous de 1000 m. Son habitat se caractérise par la dominance de plusieurs genres de chênes (Castanopsis, Cyclobalanopsis, Lithocarpus) et de lauriers (Cinnamomum, Actinodaphne, Machilus) à frondaisons clairsemées, parfois en association avec des pins. Le sous-bois est constitué de buissons épars et de fougères.

## Alimentation
Son régime alimentaire se compose de boutons floraux d’une polygonacée (Polygonum chinense), de feuilles d’une lauracée (Neolitsea) et d’une polypodiacée (Aplenium), de baies d’une rubiacée (Damnacathus indicus) et de glands (Castanopsis, Cyclobalanopsis, Lithocarpus). D’autres parties de plantes des genres Actinodaphne, Camellia, Cordia, Gardenia ont été répertoriées. Des micro-organismes terrestres et autres insectes complètent le régime pour environ 20 %.

## Comportement non social
Il apparaît à l’aube et en fin d’après-midi sur les sites de nourrissage où il fourrage sur le tapis herbacé de la forêt et, parfois, en bordure de routes. Il creuse avec son bec et gratte occasionnellement avec une patte en quête de nourriture sur la litière de la forêt et sur des plantes à portée de bec mais il n’hésite pas à sauter pour atteindre celles situées plus haut.

## Comportement social
Le haut degré de dimorphisme sexuel plaide en faveur d’une certaine polygamie mais l’espèce est souvent vue par couples, ce qui suggère plutôt un régime monogame. Plusieurs combinaisons de sex-ratio (couples, trios) ont été observées en milieu naturel.

## Parade nuptiale
La parade nuptiale comporte trois types différents de postures qui ne semblent pas s’enchaîner dans un ordre précis. Dans le cas le plus courant, le mâle, caroncules déployées, incline l’aile située du côté de la femelle et relève l’aile opposée, exhibant à la femelle son dos et ses épaules colorés. Ainsi paré, il se déplace en cercles autour de la femelle en criant. Cette parade est rare chez les Lophura, le faisan de Swinhoe étant la seule espèce à la pratiquer régulièrement. Dans une deuxième attitude, typique des Lophura, le mâle dilate amplement ses caroncules rouges dont le lobe supérieur dépasse largement le sommet de la tête, hérisse ostensiblement sa huppe blanche, déploie sa queue en éventail, dresse la tête et danse avec exubérance autour de la femelle tout en faisant vibrer ses ailes et en émettant un cri aigu et prolongé. Dans la troisième posture, le mâle se tient debout près de la femelle couchée, caroncules dilatées, huppe érigée, plumes du cou gonflées tout en battant des ailes en émettant des cris.

## Nidification
La saison de nidification se situe globalement de mars à mai avec des extrêmes en février et en juillet. Le nid est généralement construit sur le sol avec un cas sur quatre de nidification en hauteur. On pensait que la femelle se contentait de gratter sommairement une légère cuvette sur le sol mais de récentes observations ont montré qu’elle confectionne un revêtement d’herbes, de feuilles et de plumes. L’incubation dure 25 jours et incombe à la femelle seule, de même que l’élevage des jeunes.

## Compétition, prédation
Le faisan de Swinhoe partage son île avec le faisan mikado (Syrmaticus mikado), la torquéole de Formose (Arborophila crudigularis) et le faisan de Colchide (Phasianus colchicus formosanus) mais n’entre pas en compétition interspécifique directe avec eux. Comme le rapporte Severinghaus (1980), il existe même un phénomène de commensalisme entre le faisan de Swinhoe et la torquéole de Formose, tandis que la perdrix gratte la litière avec les pattes, le faisan  la suit et creuse le sol meuble avec le bec. Severinghaus (1980, 1996) ajoute que le furet (Melogale moschata) représente probablement le plus grand prédateur mammalien et qu’un autour huppé (Accipiter trivirgatus) a été observé en train de dévorer une femelle de faisan de Swinhoe.

## Statut, conservation
Fuller & Garson (2000) considèrent cette espèce comme « presque menacée ». La majorité des auteurs s’accordent pour dire que les populations de faisans de Swinhoe sont stables dans les aires protégées mais en nette régression en dehors. Les menaces qui pèsent sur cette espèce sont l’altération de son habitat, la chasse et les captures pour fournir le marché des oiseaux.